# Быково (Тотемский район)
Быково — деревня в Тотемском районе Вологодской области.
Входит в состав Погореловского сельского поселения, с точки зрения административно-территориального деления — в Погореловский сельсовет.
Расстояние по автодороге до районного центра Тотьмы — 65,5 км, до центра муниципального образования деревни Погорелово — 5,5 км. Ближайшие населённые пункты — Жилино, Петрилово, Якуниха.
По переписи 2002 года население — 52 человека (25 мужчин, 27 женщин). Преобладающая национальность — русские (92 %).